# Aphidinae
Sous-famille
Les Aphidinae sont une sous-famille des pucerons de la famille des Aphididae. De nombreuses espèces de pucerons propagent des potyvirus et la plupart appartiennent à la sous-famille des Aphidinae (genres Macrosiphum et Myzus ). 

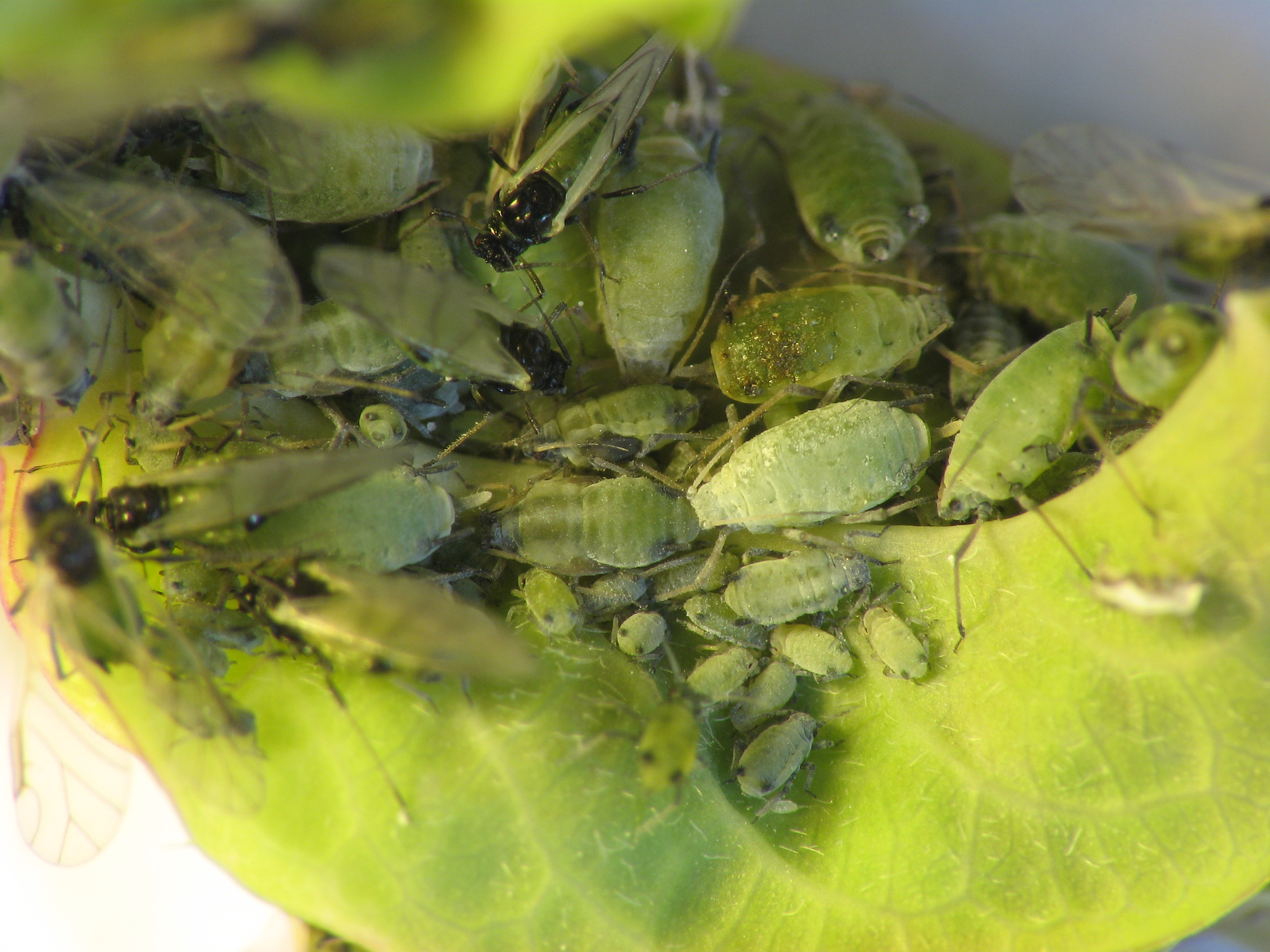
Hyadaphis.

## Liste des genres et tribus
Selon  Species File (8 juillet 2020) :
- tribu des Aphidini Latreille, 1802
  - sous-tribu des Aphidina Latreille, 1802
  - sous-tribu des Rhopalosiphina Mordvilko, 1914
- tribu des Macrosiphini Wilson, 1910
  - genre Abstrusomyzus Jensen & Stoetzel, 1999
  - genre Acaudella Nevsky, 1929
  - genre Acaudinum Börner, 1930
  - genre Acuticauda Hille Ris Lambers, 1956
  - genre Acutosiphon Basu, Ghosh & Raychaudhuri, 1970
  - genre Acyrthosiphon Mordvilko, 1914
  - genre Akkaia
  - genre Allocotaphis Börner, 1950
  - genre Alphitoaphis Hottes, 1926
  - genre Amegosiphon Narzikulov, 1958
  - genre Ammiaphis Börner, 1952
  - genre Amphicercidus Oestlund, 1923
  - genre Amphorophora Buckton, 1876
  - genre Amphorosiphon Hille Ris Lambers, 1949
  - genre Anaulacorthum Ghosh & Raychaudhuri, 1972
  - genre Anthracosiphon Hille Ris Lambers, 1947
  - genre Antimacrosiphon Zhang, 1998
  - genre Anuraphis Del Guercio, 1907
  - genre Anuromyzus
  - genre Aphidura Hille Ris Lambers, 1956
  - genre Aphiduromyzus Umarov & Ibraimova, 1967
  - genre Aphthargelia Hottes, 1958
  - genre Artemisaphis Knowlton & Roberts, 1947
  - genre Aspidaphis Gillette, 1917
  - genre Aspidophorodon Verma, 1967
  - genre Atarsos Gillette, 1911
  - genre Aulacophoroides Tao, 1976
  - genre Aulacorthum Mordvilko, 1914
  - genre Avicennina Narzikulov, 1957
  - genre Berberidaphis
  - genre Bipersona Hottes, 1926
  - genre Blackmania Kanturski & Wieczorek, 2015
  - genre Blanchardaphis Ortego, Nieto Nafría & Mier Durante, 1998
  - genre Brachycaudus van der Goot, 1913
  - genre Brachycolus Buckton, 1879
  - genre Brachycorynella Aizenberg, 1956
  - genre Brachymyzus Basu, 1964
  - genre Brachysiphoniella Takahashi, 1921
  - genre Brevicoryne Das, 1915
  - genre Brevicorynella Nevsky, 1928
  - genre Brevisiphonaphis Stekolshchikov & Qiao, 2008
  - genre Burundiaphis Remaudière, 1985
  - genre Cachryphora Oestlund, 1923
  - genre Campanulaphis Kadyrbekov, 2016
  - genre Capitophorus van der Goot, 1913
  - genre Capraphis Mier Durante, Ortego & Nieto Nafría, 2009
  - genre Carolinaia Wilson, 1911
  - genre Catamergus Oestlund, 1923
  - genre Cavariella Del Guercio, 1911
  - genre Cedoaphis Oestlund, 1923
  - genre Ceruraphis Börner, 1926
  - genre Chaetomyzus Ghosh & Raychaudhuri, 1962
  - genre Chaetosiphon Mordvilko, 1914
  - genre Chaitaphis Nevsky, 1928
  - genre Chakrabartiaphis
  - genre Chitinosiphon
  - genre Chondrillobium Bozhko, 1961
  - genre Chusiphuncula Zhang, 1998
  - genre Clypeoaphis Soliman, 1938
  - genre Codonopsimyzus Lee, 2002
  - genre Coloradoa Wilson, 1910
  - genre Corylobium Mordvilko, 1914
  - genre Cryptaphis Hille Ris Lambers, 1947
  - genre Cryptomyzus Oestlund, 1923
  - genre Cryptosiphum Buckton, 1879
  - genre Cyrtomophorodon Zhang & Qiao, 2000
  - genre Davatchiaphis Remaudière, 1964
  - genre Decorosiphon Börner, 1939
  - genre Defractosiphon Börner, 1950
  - genre Delfinoia Nieto Nafría & Mier Durante, 2017
  - genre Delphiniobium Mordvilko, 1914
  - genre Diuraphis Aizenberg, 1935
  - genre Durocapillata Knowlton, 1927
  - genre Dysaphis Börner, 1931
  - genre Eichinaphis
  - genre Elatobium Mordvilko, 1914
  - genre Eomacrosiphon Hille Ris Lambers, 1958
  - genre Epameibaphis Oestlund, 1923
  - genre Ericaphis Börner, 1939
  - genre Ericolophium Tao, 1963
  - genre Eucarazzia Del Guercio, 1921
  - genre Eumaerosiphum
  - genre Eumyzus
  - genre Ferusaphis Zhang, Chen, Zhong & Li, 1999
  - genre Flabellomicrosiphum Gillette & Palmer, 1932
  - genre Fullawaya Essig, 1912
  - genre Gibbomyzus Nieto Nafría, Pérez Hidalgo, Martínez-Torres & Villalobos Muller, 2013
  - genre Glendenningia MacGillivray, 1954
  - genre Gredinia Pashtshenko, 2000
  - genre Gypsoaphis Oestlund, 1923
  - genre Halajaphis Wegierek, 1996 †
  - genre Hayhurstia Del Guercio, 1917
  - genre Helosiphon Leclant, 1969
  - genre Hillerislambersia Basu, 1968
  - genre Himalayaphis Ghosh & Verma, 1973
  - genre Holmania
  - genre Hyadaphis Kirkaldy, 1904
  - genre Hyalomyzus Richards, 1958
  - genre Hyalopteroides
  - genre Hydaphias Börner, 1930
  - genre Hydronaphis Shinji, 1922
  - genre Hyperomyzus Börner, 1933
  - genre Idiopterus Davis, 1909
  - genre Illinoia Wilson, 1910
  - genre Impatientinum Mordvilko, 1914
  - genre Indiaphis Basu, 1969
  - genre Indoidiopterus Chakrabarti, Ghosh & Raychaudhuri, 1972
  - genre Indomasonaphis Verma, 1971
  - genre Indomegoura Hille Ris Lambers, 1958
  - genre Indomyzus Ghosh, Ghosh & Raychaudhuri, 1971
  - genre Ipuka van Harten & Ilharco, 1976
  - genre Iranaphias Remaudière & Davatchi, 1959
  - genre Jacksonia Theobald, 1923
  - genre Kaochiaoja Tao, 1963
  - genre Karamicrosiphum Zhang, 1998
  - genre Klimaszewskia Szelegiewicz, 1979
  - genre Kugegania Eastop, 1955
  - genre Landisaphis Knowlton & Ma, 1949
  - genre Lehrius
  - genre Lepidaphis Kadyrbekov, Renxin & Shao, 2002
  - genre Linaphis Zhang, 1981
  - genre Linosiphon Börner, 1950
  - genre Liosomaphis Walker, 1868
  - genre Lipamyzodes Heinze, 1960
  - genre Lipaphis
  - genre Longicaudinus Hille Ris Lambers, 1965
  - genre Longicaudus van der Goot, 1913
  - genre Longisiphoniella Chakrabarti, Saha & Mandal, 1988
  - genre Loniceraphis
  - genre Macchiatiella Del Guercio, 1909
  - genre Macromyzella
  - genre Macromyzus Takahashi, 1960
  - genre Macrosiphoniella Del Guercio, 1911
  - genre Macrosiphum Passerini, 1860
  - genre Macrotrichaphis Miyazaki, 1971
  - genre Mastopoda Oestlund, 1886
  - genre Matsumuraja
  - genre Megoura Buckton, 1876
  - genre Megourella Hille Ris Lambers, 1949
  - genre Megourina Hille Ris Lambers, 1974
  - genre Meguroleucon Miyazaki, 1971
  - genre Metopeuraphis Narzikulov & Smailova, 1975
  - genre Metopeurum Mordvilko, 1914
  - genre Metopolophium Mordvilko, 1914
  - genre Micraphis
  - genre Microlophium Mordvilko, 1914
  - genre Micromyzella Eastop, 1955
  - genre Micromyzodium David, 1958
  - genre Micromyzus van der Goot, 1917
  - genre Microparsus Patch, 1909
  - genre Microsiphoniella Hille Ris Lambers, 1947
  - genre Microsiphum Cholodkovsky, 1902
  - genre Miyazakia Stekolshchikov, 2014
  - genre Muscaphis Börner, 1933
  - genre Myzakkaia Basu, 1969
  - genre Myzaphis van der Goot, 1913
  - genre Myzodium Börner, 1950
  - genre Myzosiphum Tao, 1964
  - genre Myzotoxoptera
  - genre Myzus Passerini, 1860
  - genre Nasonovia Mordvilko, 1914
  - genre Nearctaphis Shaposhnikov, 1950
  - genre Neoamphorophora Mason, 1924
  - genre Neomariaella Szwedo & Osiadacz, 2010
  - genre Neomyzus van der Goot, 1915
  - genre Neopterocomma Hille Ris Lambers, 1935
  - genre Neorhopalomyzus Tao, 1963
  - genre Neosappaphis Hille Ris Lambers, 1959
  - genre Neotoxoptera Theobald, 1915
  - genre Nietonafriella Ortego, 1998
  - genre Nigritergaphis Zhang, Lou & Qiao, 2013
  - genre Nigrosiphum Heie, 2002 †
  - genre Nippodysaphis Hille Ris Lambers, 1965
  - genre Nudisiphon Chakrabarti & Bhattacharya, 1982
  - genre Obtusicauda Soliman, 1927
  - genre Oedisiphum van der Goot, 1917
  - genre Ossiannilssonia Hille Ris Lambers, 1952
  - genre Ovatomyzus Hille Ris Lambers, 1947
  - genre Ovatus van der Goot, 1913
  - genre Paczoskia Mordvilko, 1914
  - genre Paducia Hottes & Frison, 1931
  - genre Papulaphis Robinson, 1966
  - genre Paramyzus Börner, 1933
  - genre Paraphorodon Tseng & Tao, 1938
  - genre Pentalonia Coquerel, 1859
  - genre Pentamyzus Hille Ris Lambers, 1966
  - genre Phorodon Passerini, 1860
  - genre Pleotrichophorus Börner, 1930
  - genre Plocamaphis Oestlund, 1923
  - genre Polytrichaphis Miyazaki, 1971
  - genre Pseudacaudella Börner, 1950
  - genre Pseudamphorophora Heie, 1967 †
  - genre Pseudaphis Hille Ris Lambers, 1954
  - genre Pseudobrevicoryne Heinze, 1960
  - genre Pseudocercidis Richards, 1961
  - genre Pseudoepameibaphis Gillette & Palmer, 1932
  - genre Pseudomegoura
  - genre Pterocomma Buckton, 1879
  - genre Raychaudhuriaphis
  - genre Rhinariaphis Kanturski & Stekolshchikov, 2018
  - genre Rhodobium Hille Ris Lambers, 1947
  - genre Rhododendraphis Barjadze & Özdemir, 2014
  - genre Rhopalomyzus Mordvilko, 1921
  - genre Rhopalosiphoninus Baker, 1920
  - genre Richardsaphis Kanturski & Barjadze, 2018
  - genre Roepkea Hille Ris Lambers, 1935
  - genre Rostratusaphis Fang & Qiao, 2009
  - genre Rubiaphis Stekolshchikov & Novgorodova, 2020
  - genre Sappaphis Matsumura, 1918
  - genre Scleromyzus Basu, Ghosh & Raychaudhuri, 1976
  - genre Semiaphis van der Goot, 1913
  - genre Shinjia Takahashi, 1938
  - genre Sinomegoura Takahashi, 1960
  - genre Sitobion Mordvilko, 1914
  - genre Smiela
  - genre Sorbaphis Shaposhnikov, 1950
  - genre Spatulophorus
  - genre Spinaphis
  - genre Staegeriella Hille Ris Lambers, 1947
  - genre Staticobium Mordvilko, 1914
  - genre Stellariopsis Szelegiewicz, 1969
  - genre Subacyrthosiphon Hille Ris Lambers, 1947
  - genre Subovatomyzus Basu, 1964
  - genre Taiwanomyzus Tao, 1963
  - genre Tauricaphis
  - genre Tenuilongiaphis Zhang, 1994
  - genre Thalictrophorus Zhang & Qiao, 2000
  - genre Titanosiphon Nevsky, 1928
  - genre Tricaudatus Narzikulov, 1957
  - genre Trichosiphonaphis Takahashi, 1922
  - genre Tshernovaia Holman & Szelegiewicz, 1964
  - genre Tubaphis Hille Ris Lambers, 1947
  - genre Tuberoaphis Tseng & Tao, 1938
  - genre Tuberocephalus Shinji, 1929
  - genre Tumoranuraphis Zhang, Chen, Zhong & Li, 1999
  - genre Turanoleucon Kadyrbekov, 2002
  - genre Ucrimyzus Mier Durante & Pérez Hidalgo, 2013
  - genre Uhlmannia Börner, 1952
  - genre Uroleucon Mordvilko, 1914
  - genre Utamphorophora Knowlton, 1946
  - genre Vesiculaphis Del Guercio, 1911
  - genre Viburnaphis Pashtshenko, 1988
  - genre Vietaphis Su, Jiang & Qiao, 2014
  - genre Volutaphis Börner, 1939
  - genre Wahlgreniella Hille Ris Lambers, 1949
  - genre Xenosiphonaphis Takahashi, 1961
  - genre Zinia Shaposhnikov, 1950
- genre Aphidocallis Kononova, 1977 †
- genre Diatomyzus Heie, 1970 †
- genre Huaxiaphis Hong, 2002 †
- genre Liaoaphis Hong, 2002 †